# Ypthima amphithea
Ypthima amphithea är en fjärilsart som beskrevs av Ménétriés 1859. Ypthima amphithea ingår i släktet Ypthima och familjen praktfjärilar. Inga underarter finns listade i Catalogue of Life.